# Hrabstwo Northumberland (Pensylwania)
Northumberland – hrabstwo w stanie Pensylwania w USA. Populacja liczy 94528 mieszkańców (stan według spisu z 2010 roku).
Powierzchnia hrabstwa to 1235 km² (w tym 44 km² stanowią wody). Gęstość zaludnienia wynosi 79,3 osoby/km².

## Miejscowości

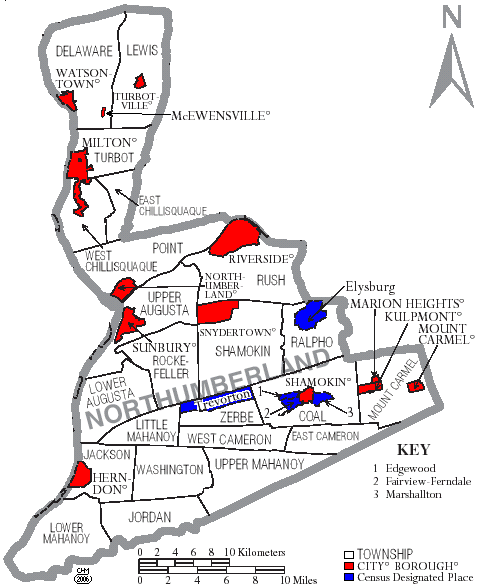
Rozmieszczenie miast i Broughs na mapie hrabstwa

### Miasta
- Shamokin
- Sunbury

### Boroughs
| - Herndon - Kulpmont - Marion Heights - McEwensville | - Milton - Mount Carmel - Northumberland - Riverside | - Snydertown - Turbotville - Watsontown |